# سازه‌های بتون آرمه
سازه‌های بتون آرمه کتابی از داوود مستوفی نژاد است که در سال ۱۳۸۶–۱۳۸۳ منتشر و در مراسم کتاب سال جمهوری اسلامی ایران به‌عنوان کتاب برگزیده معرفی شد.